# Lonsdaleiina
Sous-ordre
Familles de rang inférieur
- †Axophyllidae
- †Geyerophyllidae
- †Koninckocariniidae
- †Pseudopavonidae
- †Waagenophyllidae

Les Lonsdaleiina sont, selon Fossilworks, un sous-ordre éteint de coraux de l'ordre éteint des Stauriida et de la sous-classe éteinte des Rugosa. Ce groupe fut abondant dans les mers du Paléozoïque.